# Stresa-Alpino-Mottarone Svævebane
Stresa-Alpino-Mottarone Svævebane er en svævebane i regionen Piemonte i Italien. Banen forbinder bjergtoppen Mottarone (1.491 m.o.h.) med byen Stresa ved Lago Maggiore. Banens italienske navn er Funivia Stresa-Alpino-Mottarone.

## Banens forløb
Svævebanen består af to etaper, som fungerer uafhængigt af hinanden:
- 1. etape – den nederste – går fra feriebyen Stresa til bjergstationen Alpino, hvor der findes en lille restaurant og en alpin botanisk have[1] med over 500 forskellige planter. Herfra er det muligt at gå resten af vejen til toppen.
- 2. etape – den øverste – forbinder Alpino med bjergets top, hvor der tæt på ligger et højfjeldshotel. Fra Mottarone er der en fantastisk 360° udsigt med flotte kig over bl.a. Lago Maggiore og helt over til Alperne med bl.a. Monte Rosa.

## Svævebanen, 1. etape
Banen afgår fra havnen i Stresa, i umiddelbar nærhed af turbådene til Borromeiske Øer. Ved havnestationen findes kiosker og restaurantbygning med diverse faciliteter. Banestrækningen er en traditionel svævebane (lukkede gondoler). Ved Alpino (1.385 m.o.h.) er der fem minutters gang til 2. etape af svævebanen.

### Specifikationer 1. etape
- Vogntype: Lukkede gondoler
- Byggeår: 1970
- Nederste station: Havnen i Stresa
- Øverste station: Nær botaniske have i Alpina
- Turens varighed: 20 minutter
- Turens længde: 2.351 meter
- Højdeforskel fra nederst til øverst: 598 meter

Den 23. maj 2021, kort efter kl. 12, styrtede en af gondolerne til jorden ca. 100 meter fra topstationen, hvilket medførte 14 dødsfald og 1 kvæstet blandt de 15 passagerer.

## Svævebanen, 2. etape
Det øverste forløb af Stresa-Alpino-Mottarone Svævebane starter ved Alpino bjergstation, hvorfra resten af turen foregår i åben stolelift (skilift), der bringer publikum det sidste stykke mod toppen af Mottarone.

### Specifikationer 2. etape
- Vogntype: Åbne stolelifte
- Byggeår: 1970
- Nederste station: Nær botaniske have i Alpina
- Øverste station: Toppen af Mottarone
- Turens varighed: 20 minutter
- Turens længde: 3.020 meter
- Højdeforskel fra nederst til øverst: 582 meter

## Links
- Svævebanens hjemmeside Arkiveret 20. april 2011 hos  Wayback Machine – på engelsk
- Turistbureauets omtale af svævebanen – på engelsk
- Banens 1. etape på Lift-World
- Banens 2. etape på Lift-World

45°53′05″N 8°29′26″Ø / 45.8847°N 8.4906°Ø